# Chun Byung-kwan
Chun Byung-kwan, född 4 november 1969 i Jinan, är en sydkoreansk före detta tyngdlyftare.
Han blev olympisk guldmedaljör i 56-kilosklassen i tyngdlyftning vid sommarspelen 1992 i Barcelona.